# The Mummy and the Humming Bird
The Mummy and the Humming Bird er en amerikansk stumfilm fra 1915 af James Durkin.

## Medvirkende
- Charles Cherry som Lord Lumley.
- Lillian Tucker som Lady Lumley.
- Arthur Hoops som Signor D'Orelli.
- William Sorelle som Giuseppe.
- Claire Zobelle som Emma.